# František Synáček
František Synáček (8. dubna 1874 Kostelec nad Černými lesy – 6. ledna 1916 Jaderské moře) byl český vlastenecký aktivista a levicový politik, povoláním číšník, souzený v procesu s tzv. Omladinou v únoru roku 1894, při kterém působil jako jeden z nejvýraznějších z celé skupiny. U soudu byl odsouzen k šestiletému trestu vězení, spolu s Václavem Čížkem druhému nejvyššímu z celého procesu. Později se stal členem odbojové organizace Maffie tzv. Prvního československého odboje ve Spojených státech amerických. Roku 1915 absovoval pomocnou zdravotnickou výpravu na srbskou frontu, s druhou výpravou z USA odcestoval jako kurýr s tajným vzkazem pro tamější ústředí československého odboje. Zahynul v lednu 1916 při potopení parníku Brindisi rakousko-uherskou ponorkou v Jaderském moři. Stal se tak jednou z mála přímých obětí neozbrojeného prvního československého odboje za první světové války.

## Život

### Mládí
Narodil se v Kostelci nad Černými lesy do české rodiny Václavu Synáčkovi a Marii roz. Šťastné nedaleko Prahy, kam v mládí odešel. Ve svých studentských letech se netajil svými národoveckými a protirakouskými postoji a stýkal se s kruhy pražské studentské i dělnické radikální mládeže, seznámil se též s myšlenkami ruského anarchisty Bakunina. Posléze byl v Praze zaměstnán jako číšník.

### Demonstrace 17. srpna 1893
17. května 1893 byl ukončen poslední pokus o přijetí tzv. punktačních bodů, které měly česko-německé národnostní spory vyřešit faktickým rozdělením zemské správy na oblasti české, německé a smíšené, a tím v podstatě rozložit tradiční Království české. V červnu 1893 zorganizovala německorakouská sociálně demokratická strana velké demonstrace za všeobecné hlasovací právo. Spolu s Janem Ziegloserem a Václavem Čížkem se do protestů aktivně zapojoval, Ziegloser navíc vlastnil hektograf, na kterém s přáteli tiskli letáky a tiskoviny zesměšňující majestát císaře a monarchie. Tyto letáky pak šířili mezi známe a také při demonstracích.
Napjatá politická atmosféra vyvrcholila 17. srpna 1893 masivním incidentem při slavnostním průvodu Prahou u příležitosti oslav třiašedesátých narozenin císaře Františka Josefa I. Mladí radikálové je využili k demonstracím svých požadavků za zlepšení národnostních práv Čechů, ale objevovaly se též plakáty proti vládnoucí dynastii a vládě. Demonstranti křikem přehlušili vojenskou kapelu při oficiálním ceremoniálu na Staroměstském náměstí, pak se vydali Celetnou ulicí, provolávali hesla, slovně tupili císaře, rozbili výklady restaurace U císaře rakouského a vývěsní tabule šlechtického kasína. Akce byl osobně přítomen student Jan Ziegloser, velmi pravděpodobně se zde objevili i též posléze souzený Václav Čížek a sám Synáček.

### Proces s tzv.Omladinou

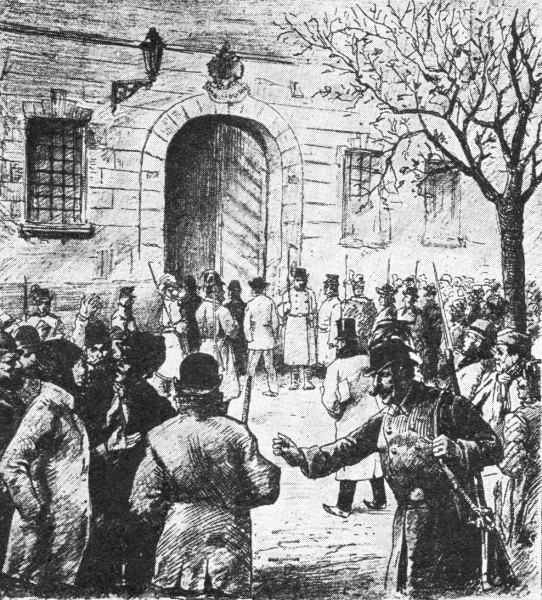
Proces s Omladinou (dobová kresba)

Rakouská policie následně začala hromadně zatýkat v řadách české radikální mládeže. Úřední vyšetřovací verze policie pod vedením vyšetřovatele Václava Oliče spočívala v předpokladu existence tajného, tj., úředně nepovoleného, radikálního spolku, který měl protestní a další protirakouské akce (šíření letáků a tiskovin, přemalovávání rakouských státních symbolů atd.). Verzi podporovala i řada indicií, například existence množství drobných, úředně neoznámených spolků mládeže, které se často s odkazem na svůj věk nazývali omladina. stejně jako částečně smyšlená svědectví několika českých konfidentů, Dále policie na udání dvacetiletého Rudolfa Mrvy zatkla Jana Zieglosera, v jeho domě pak našla schovaný hektograf, který Ziegloser předtím důvěřivě ukázal Mrvovi. Zatčeni byli i jeho spolupracovníci, včetně Františka Synáčka.
Celkem 38 zatčených tzv. omladinářů bylo vězněno v Novoměstské káznici v areálu Novoměstské radnice, všem bylo mezi 16 a 31 lety. Mezi další zadržené patřili například politici Alois Rašín, právník Karel Stanislav Sokol, redaktor Josef Škába, básník Stanislav Kostka Neumann, bratři Antonín a Alois Hajnové nebo novinář Antonín Pravoslav Veselý. Po Mrvově brutální vraždě dvěma jeho přáteli O. Doležalem a F. Dragounem jakožto pomsty za udavačství byl při nové vlně zatýkání zadržen také Antonín Čížek II. a obviněn z podílu na násilném činu. Ve vězení je navštěvovali některé osobnosti českého politického života, včetně Tomáše Garrigue Masaryka, kteří vynášeli ven z vězení motáky. Případ v českých zemích pro svůj národnostní podtext budil mimořádnou pozornost.

### Soudní líčení
Soudní proces s Omladinou probíhal v soudní síni Novoměstské káznice začátkem února 1894, tribunálu předsedal soudní rada Krčmář, skupinu hájilo několik obhájců v čele s JUDr. Baxou. Alois Rašín napadal celý proces pro absenci jeho právního základu. Jednání za mimořádného veřejného zájmu a masivní účasti příchozích probíhala mimořádně emotivně a byla často přerušována výkřiky z davu či z řad souzených. Mezi těmi vynikal především Václav Čížek, jako jeden z nejhorlivějších řečníků. Několikrát byl napomínán pro pohrdání soudem a jeho nepoddajné chování u soudu se pak též projevilo na výši jeho trestu.
| „                                                                               | Předseda (ve velkém vzrušení): »Vyzývám obžalované naposledy, aby se vzdálili. Jinak užiji zákona a každý přičti si následky sám.« Hrobové ticho. Obžalovaní konečně opouštějí porotní síň, ale zůstávají státi v čekárně. Oddělení stráže s nasazenými bodáky za nesmírného křiku, soptění a zlořečení žene vyšetřované, »Rudý prapor« v pravém slova smyslu řvoucí, do cel. Jednotlivci, mezi nimiž vyniká V. Čížek, rozhalují košile, nastavují prsa a volají v děsném vzteku: »Bodněte! Vrahové! | “ |
| — Antonín Pravoslav Veselý: '"Proces Omladiny'', Praha, Vlastním nákladem, 1902 | |   |

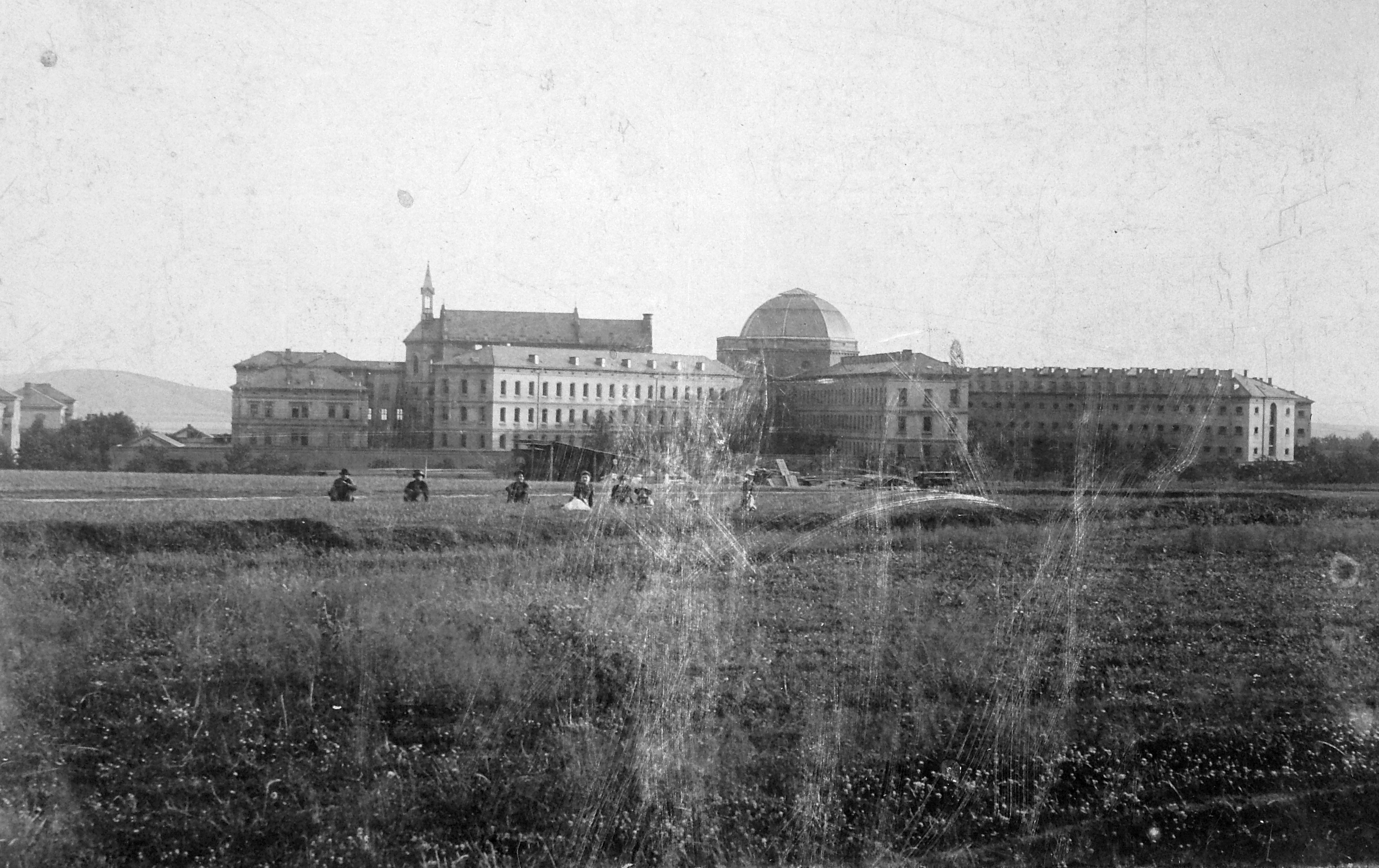
Borská věznice v Plzni v roce 1905

Nejvyšší tresty odnětí svobody byly nakonec uděleny 14. února 1894 ve výši: Janu Ziegloserovi (8 let), Václavu Čížkovi (6 let), Františku Synáčkovi (6 let), Bořivoji Vajgertovi (5 let), H. Hradcovi (5 let), B. Štichovi (5 let), dalších 62 odsouzených dostalo tresty vězení v délce od několika měsíců do tří a půl roku. Odsouzení se rozsudek dozvěděli až toho dne večer díky propašovaným novinám. Druhý proces ve věci tzv. Omladiny se odehrál od 13. do 20. března s obviněnými ve věci vraždy Rudolfa Mrvy, Antonín Čížek II., který skupinu háji, dosáhl ve svém případě plného osvobození, mimo jiné díky tomu Doležal a Dragoun se později k vraždě sami doznali. Odsouzení podle politických paragrafů byli uvězněni v nově postavené plzeňské věznici na Borech, odsouzení podle kriminálních paragrafů (výtržnictví apod.) byli umístěni do Pankrácké věznice v Praze. Synáčkovi byla, stejně jako dalším důležitým postavám procesu, nařízena samovazba.

### Propuštění
Téměř všichni odsouzení v procesu s tzv. Omladinou měli být na podzim 1895 postupně propuštěni na amnestii, která se Však na Zieglosera neměla vztahovat. Čížek, Rašín, Sokol, Škába a mnozí další odmítali vězení opustit, aby podtrhli nesmyslnost procesu. Poslední věznění nakonec vyšli 5. listopadu 1895 na svobodu v rámci amnestie vyhlášené předešlého dne. Dva z odsouzených ve vězení záhy zemřeli na tuberkulózu, Václav Čížek pak ve stavu hluboké deprese spáchal 8. listopadu Václavském náměstí sebevraždu zastřelením. Jan Ziegloser byl nakonec předčasně propuštěn. František Synáček se poté vrátil do Prahy, posléze emigroval do Spojených států. Usadil se v New Yorku, kde působil v československé komunitě, mj. jako člen Sokola, pracoval jako vrchní číšník v newyorské sokolovně.

### První československý odboj
Po napadení Srbska Rakouskem-Uherskem a vypuknutí první světové války se začal angažovat v rámci tzv. Národního sdružení, krajanské organizace snažící se dosáhnout podpory k uznání samostatného československého státu nezávislého na Rakousku-Uhersku. Spolek vedený chicagským lékařem Ludvíkem Fisherem sjednocoval české a slovenské krajany v USA v podpoře aktivit exilové skupiny Tomáše Garrigue Masaryka, Edvarda Beneše a Milana Rastislava Štefánika zasazujících se o vznik samostatného Československa., sdružené do tajné skupiny Maffie. Stal se členem českoamerického Červeného kříže a následně i členem výpravy na srbskou frontu, která po cestě přes oceán dorazila do Srbska v lednu 1915. Výpravu financoval americký milionář, organizoval českoamerický evangelický farář Vincent Písek z New Yorku, vedl ji pak MUDr. Jan Rudiš-Jičínský z Chicaga. Synáček pak působil jako dopisovatel ČK v srbském městě Niš, kde pomáhal koordonovat péči o české a slovenské zajatce a také podporovat organizaci vojenských dobrovolnických sborů. Prostřednictvím svých kontaktů v Itálii udržoval pak spojení s pražským ústředím Maffie.
Posléze byl osloven ke spolupráci šéfem československé informační služby Emanuelem Voskou a pověřen předáním vzkazu amerického odbojového ústředí v Srbsku. Tam měl odcestovat na zásobovací lodi s druhou výpravou do Srbska vezoucí přes 400 českoamerických zdravotnic a dalších dobrovolníků a náklad zásob určený pro české a slovenské válečné zajatce a legionáře v Srbsku. Výpravu financoval americký milionář W. Frothingham, organizoval českoamerický farář Čeněk Písek, vedl ji pak MUDr. Rudiš Jičínský. Po několika měsících se výprava vrátila zpět do USA.
Loď Italia vyplula s výpravou 8. prosince 1915 z kanadského přístavu Halifax směrem k Gibraltaru, kde posádka i zboží přesedly na parník Brindisi, který ji měl s mezipřistáním v Brindisi dopravit k pobřeží Černé Hory. V Jaderském moři byla doprovázena italskými válečnými loďmi.

### Úmrtí
6. ledna 1916, několik dní před dosažením cílového přístavu, byla loď Brindisi torpédována rakousko-uherskou ponorkou. Velká část z asi 450 lidí na palubě potopení lodi v mrazivém moři nepřežila, mezi nimi také František Synáček ve věku 41 nebo 42 let. Spolu s ním na palubě zahynuli někteří českoameričtí dobrovolníci, mj. zdravotní sestra Štěpánka Hamplová a desítky dalších lidí. Paradoxem je, že rakousko-uherské ponorce měl údajně velet důstojník českého původu.